# کنجی واکای
کنجی واکای (انگلیسی: Kenji Wakai؛ زادهٔ ۲۲ سپتامبر ۱۹۷۴) بازیکن فوتبال اهل ژاپن است.
از باشگاه‌هایی که در آن بازی کرده‌است می‌توان به باشگاه فوتبال سانفریس هیروشیما اشاره کرد.